# Wireless Display
Pour les articles homonymes, voir Wi-Di.

Logo de Intel WiDi

Le Wireless Display (de l'anglais, traduisible en français par « Affichage sans-fil »), également appelé WiDi, est une technologie de diffusion de flux vidéo sans fil utilisant le protocole Wi-Fi.

## Présentation
Le Wireless Display, technologie propriétaire inventée par Intel, est destiné à permettre la transmission de flux vidéo, via le protocole Wi-Fi, entre un ordinateur et un poste de télévision. Le code source du firmware est disponible sous licence libre (GPL v2) depuis la version 3.

## Matériel nécessaire
Le WiDi nécessite les éléments suivants, :
- Côté ordinateur :
  - Processeur Intel Core i3 / i5 / i7 : 
    -  2e génération pour PC portables (non pris en charge sous Windows 10)
    -  3e génération pour PC portables et PC de bureau (non supporté par Windows 10)
    -  4e, 5e et 6e génération pour PC portables et bureau

  - Graphique
    - Intel Iris Graphics 540, 550
    - Intel Iris Graphics Pro 5200
    - Intel Iris Graphics 5100
    - Intel HD Graphics 515, 520, 530, 540, 550
    - Intel HD Graphics 2500, 4000, 4200, 4400, 4600, 5000
    - Intel HD Graphics 2000, 3000 (mobile)

  - Cartes réseau sans fil
    - Intel Centrino Wireless-N 1000, 1030, 2200 ou 2230
    - Intel Centrino Wireless-N 2200, 6205 pour PC de bureau
    - Intel Centrino Wireless-N WiMAX 6150, 6250
    - Intel Centrino Advanced-N 6200, 6205, 6230 ou 6235
    - Intel Centrino Ultimate-N 6300, 7260, 7265
    - Intel Dual Band Wireless-AC 3160, 7260, 7265, 8260
    - Intel Dual Band Wireless-AC 7260 pour PC de bureau
    - Intel Wireless-N 7260, 7265
    - Intel Tri Band Wireless-AC 17265
    - Broadcom BCM43228, BCM43241, BCM4352

  - Systèmes d'exploitation
    - Microsoft Windows 7, 8, 8.1 ou 10 (sous Windows 10 le WiDi n’est pris en charge qu’avec certaines cartes réseau sans fil et les processeurs Intel 4ème, 5e ou 6e génération uniquement).

  - Pilotes
    - La carte sans-fil devra avoir un pilote avec la version 17.13.x.x ou ultérieure.
    - La carte graphique devra avoir un pilote avec la version 15.36.x.x ou ultérieure
- Côté écran :
  - soit un moniteur ou télévision compatible WiDi ;
  - soit un boîtier intégrant la technologie WiDi, connecté en HDMI à la télévision et permettant de recevoir le flux vidéo pour l'afficher sur la télé.

## 24
Le WiDi exige une carte Wi-Fi de dernière génération.

## Quelques appareils compatibles WiDi
- Le téléphone chinois Xiaomi Mi2 est équipé de ce protocole et permet de diffuser en 1080P.

## Concurrents
- AMD Wireless Display (lancé en 2013[4]).